# M79 Grenade Launcher

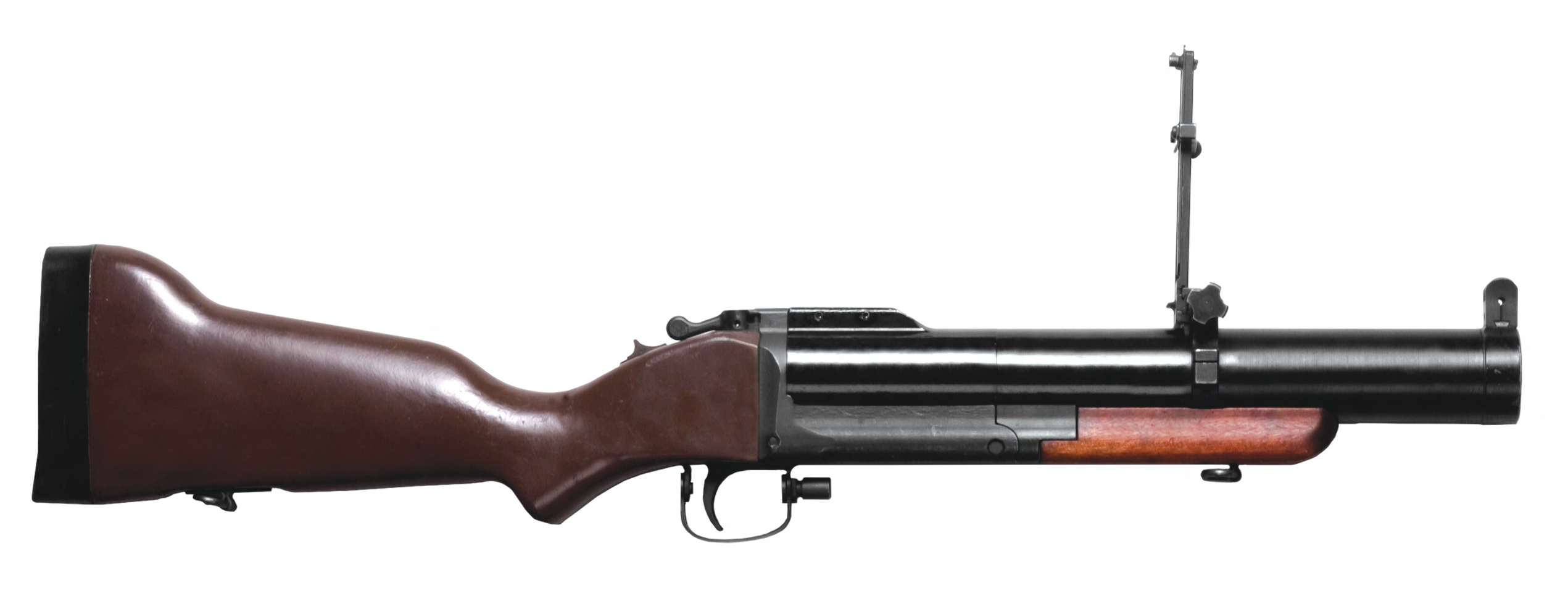
M79

O M79 é um lança-granadas de tiro único e de ação basculante que dispara granadas de 40×46mm. Foi empregada pela primeira vez durante a Guerra do Vietnã. Por causa de sua aparência distinta, ganhou os apelidos de "Thumper", "Thump-Gun", "Bloop Tube", "Big Ed", "Elephant Gun" e "Blooper" entre os soldados americanos, bem como "Can Cannon" em referência ao tamanho da granada; As unidades australianas se referiram a ele como "Wombat Gun". O M79 pode disparar uma ampla variedade de cartuchos de 40 mm, incluindo explosivo, antipessoal, fumaça, chumbo grosso, flechette (projéteis de aço pontiagudos com cauda em forma de palheta para vôo estável) e iluminação. Embora amplamente substituído pelo M203, o M79 permaneceu em serviço em muitas unidades em todo o mundo em funções de nicho.